# Thomas Castella
Thomas Castella (* 30. Juni 1993 in Freiburg im Üechtland) ist ein Schweizer Fussballtorhüter.

## Karriere
Castella begann seine Laufbahn bei seinem Stammklub in Givisiez. Später wechselte er zum FC Fribourg, bevor er sich dem Team Fribourg AFF anschloss. Danach kam er in die Jugend von Neuchâtel Xamax. Im September 2011 debütierte er für die zweite Mannschaft in der damals viertklassigen 2. Liga interregional. Bis Saisonende kam er zu acht Ligapartien. Im Sommer 2012 wechselte er zum FC Lausanne-Sport. In den folgenden zwei Spielzeiten kam er ausschliesslich für die Nachwuchsauswahl des Kantons Waadt Team Vaud in der nun fünftklassigen 2. Liga interregional zum Einsatz. Zur Saison 2014/15 wurde er in das Kader des FC Lausanne-Sport befördert und kam bis Saisonende zu 27 Spielen in der zweitklassigen Challenge League. In der folgenden Spielzeit bestritt der Torhüter 23 Partien in der zweithöchsten Schweizer Spielklasse. Die Mannschaft stieg schliesslich als Tabellenerster in die Super League auf. Castella kam in der anschliessenden Saison 26-mal in der Super League zum Einsatz. In der Spielzeit 2017/18 verpasste er kein Ligaspiel und kam so auf 36 Partien in der höchsten Schweizer Spielklasse. Das Team stieg schliesslich als Tabellenletzter in die Challenge League ab. 2018/19 stand er 35-mal in der Challenge League im Tor. 2019/20 absolvierte er 30 Spiele in der zweiten Liga. Lausanne kehrte letztlich als Tabellenerster in die Super League zurück. In der Saison 2020/21 verlor Castella seinen Stammplatz im Tor an Mory Diaw und kam zu lediglich zu zwei Einsätzen in der Super League.